# 普莱讷 (安德尔省)
普莱讷（法語：Poulaines，法語發音：[pulɛn]）是法国安德尔省的一个市镇，属于伊苏丹区。

## 地理
普莱讷（47°9'7"N, 1°39'48"E）面积46.32 平方千米，位于法国中央-卢瓦尔河谷大区安德尔省，该省份为法国中部省份，北起卢瓦-谢尔省，西北接安德尔-卢瓦尔省，西南接维埃纳省，南至克勒兹省和上维埃纳省，东临谢尔省。
与普莱讷接壤的市镇（或旧市镇、城区）包括：巴涅、比克瑟伊、鲁夫尔莱布瓦、巴泽勒地区圣克里斯托夫、瓦朗赛、瓦勒富宗、纳翁河畔维克。

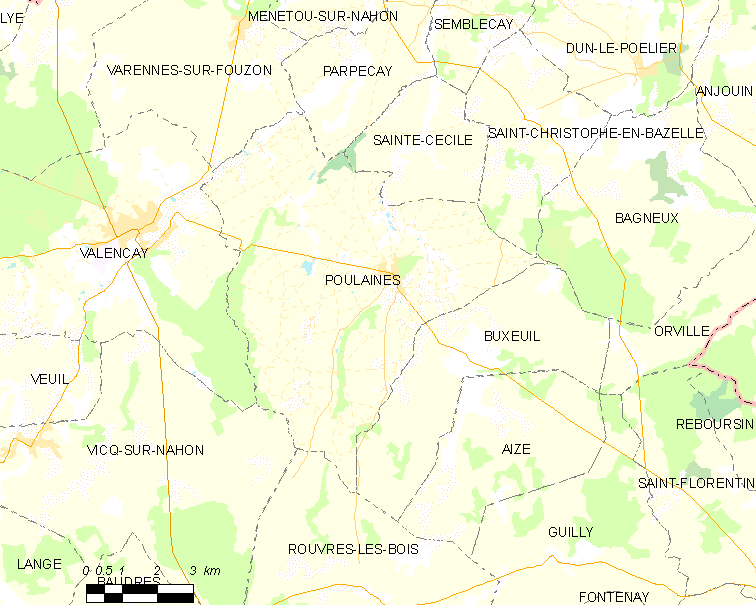
的OSM定位图

普莱讷的时区为UTC+01:00、UTC+02:00（夏令时）。

## 行政
普莱讷的邮政编码为36210，INSEE市镇编码为36162。

## 政治
普莱讷所属的省级选区为瓦朗赛县。

## 人口

1962-2008年间人口变化图示

普莱讷于2022年1月1日时的人口数量为816人。